# 95 тезиса
„95 тезиса или диспут относно силата и ефективността на индулгенциите“ е текст, окачен от немския богослов Мартин Лутер в двора на църквата във Витенберг на 31 октомври 1517 г. Смята се, че това действие полага началото на дискусия за ролята на Римокатолическата църква в епитимията, ролята на папите и практиката на продажба на индулгенции. Публикуването на 95-те тезиса ускорява разцеплението в църквата, началото на Реформацията и обособяването на лутеранството като отделно течение в християнството.

## Предистория
Римският папа Лъв X въвежда практиката на индулгенциите на 18 октомври 1517 г. с цел да покрие разходите по строителството на базиликата „Свети Петър“ в Рим. Недоволството от политиката на Рим и практиката на индулгенциите се наблюдава и по-рано, но докторът по теология и монах-августинец Мартин Лутер повдига въпроси относно богословския аспект на практиката. Съществена роля в публикуването на тезисите играе доминиканския монах Йохан Тешел, който безсрамно търгува с индулгенции във Витенберг.

## Последствия
Публикуването на 95-те тезиса предизвиква силна реакция в Рим и разбиране от страна на германските принцове, което обяснява последвалото религиозно разделение на Европа на протестанти (предимно германски) и римокатолици. Три години след публикуването на тезисите, вече добре известният Мартин Лутер е отлъчен от Католическата църква с решение на папата, което става началото на разколи и голямо разцепление в Църквата. От това разцепление пламва вълната на религиозни конфликти и войни в Западна Европа.